# Saikou Touray
Saikou Touray, né le 6 juin 2000 à Tujereng (Gambie), est un footballeur gambien, qui joue au poste de milieu de terrain.

## Biographie
Saikou Touray est formé à la Superstars Academy en Gambie. Il passe par les équipes de jeunes du Beitar Nes Tubruk.
En 2019, il signe un contrat professionnel de cinq ans en faveur du Maccabi Haïfa.
Il est alors successivement prêté au Sektzia Ness Ziona puis à l'Hapoël Ironi Kiryat Shmona et à l'Hapoël Haïfa.
En 2022, il rejoint le Grenoble Foot 38 pour trois saisons.